# Velššpringršpaněl
Velššpringršpaněl (anglicky: Welsh Springer Spaniel), psáno také welššpringršpaněl, je středně velké psí plemeno, řadící se mezi slídiče. Je určené pro nošení vodního ptactva. Patří k rychlejším a největším druhům španělů. V rámci klasifikace Mezinárodní kynologické federace (FCI) náleží do skupiny 8. (slídiči, retrívr a vodní psi), sekce 2. (slídiči).

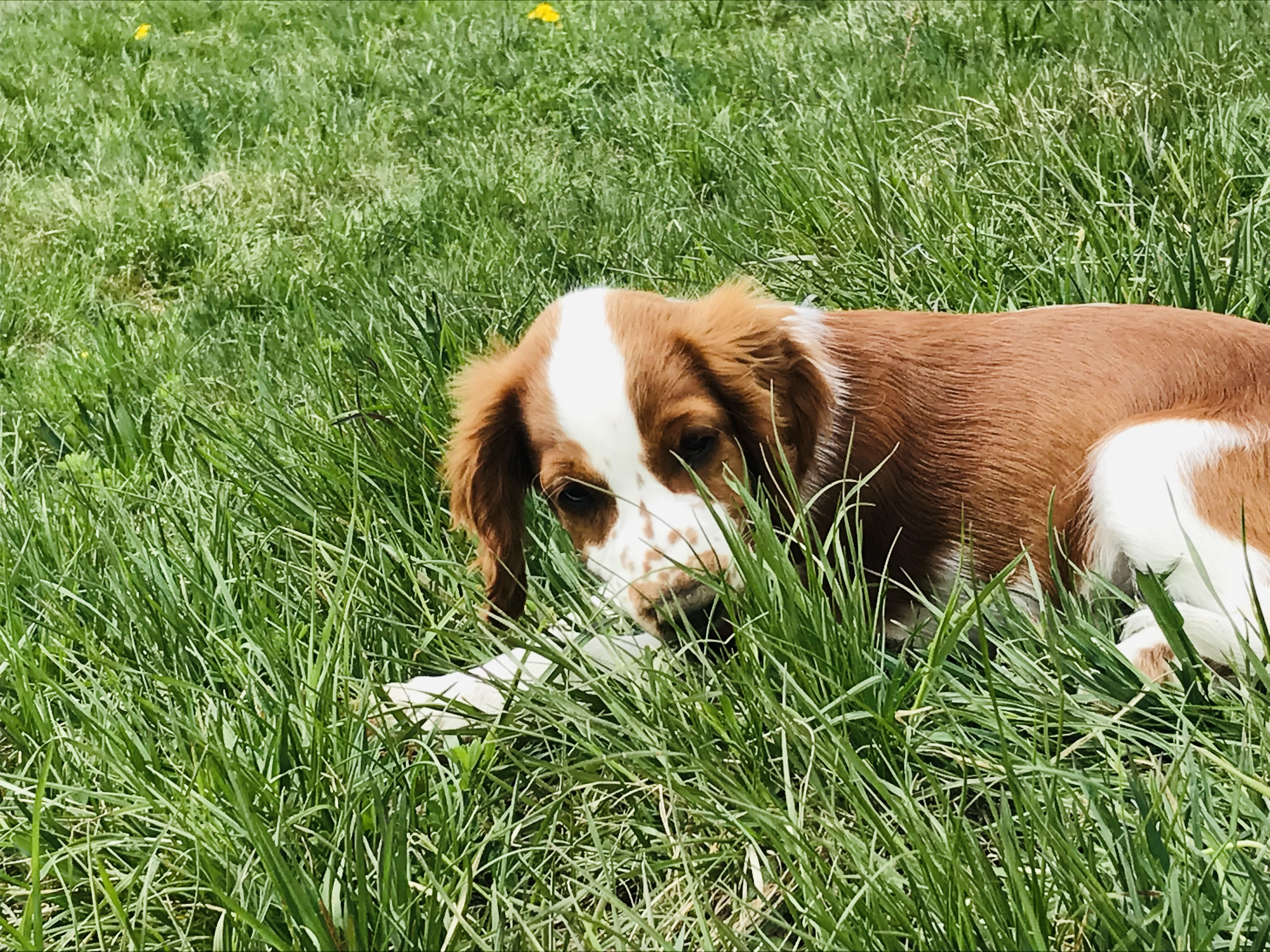
Přibližně 5měsíční mládě velššpringršpaněla

## Stavba těla

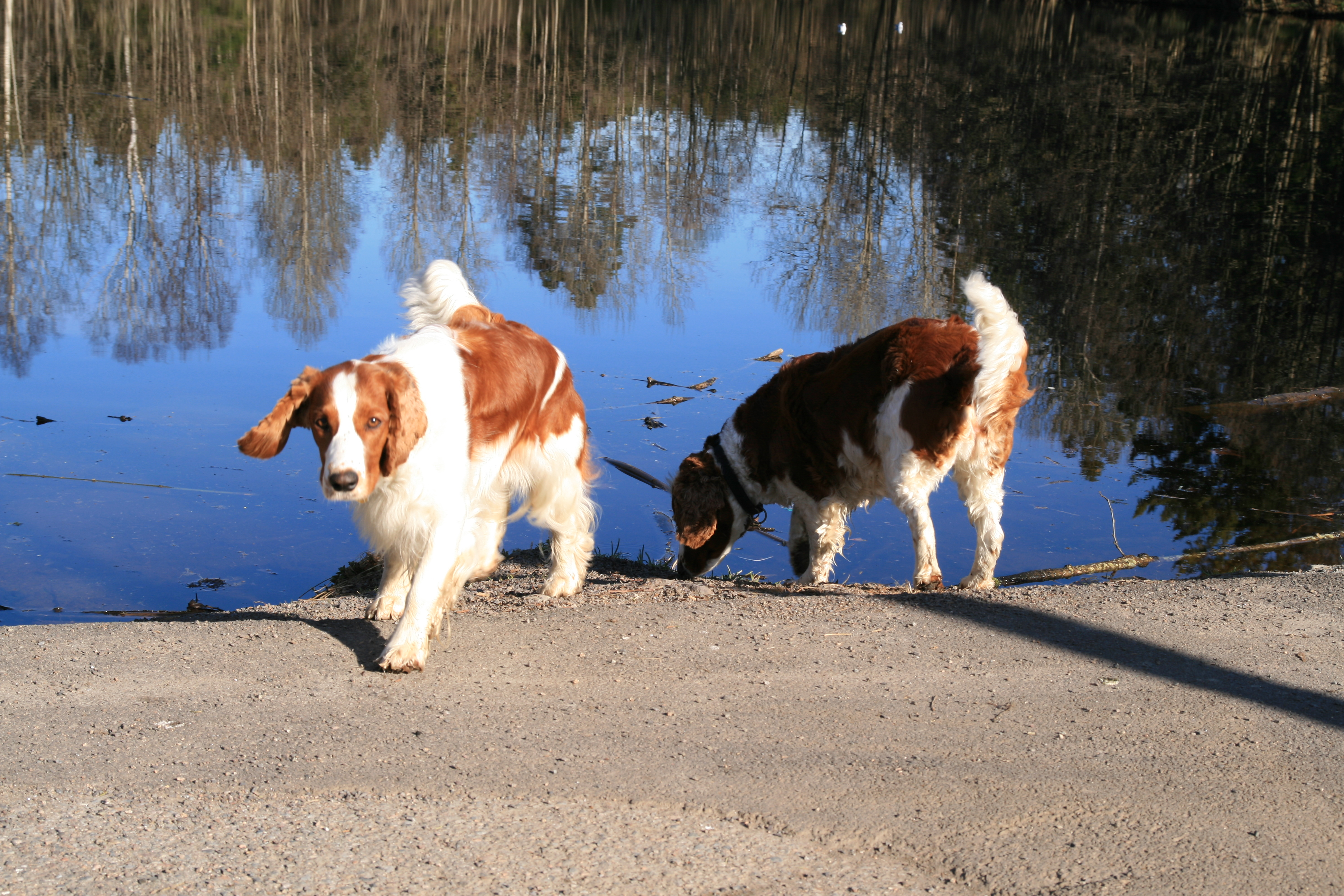
Velššpringršpanělé u vody

Jedná se o střední plemeno stavěné pro vytrvalost a tvrdou práci. Konstrukce je spíše jemná, ale dobře osvalená. Srst, která pokrývá celé tělo, je dlouhá, nepromokavá, na dotek jemná. Zbarvení bývá bílé s oranžovými až červenými znaky. Srst tvoří na uších volánky a na ocasu prapor.
Hlava je mírně klenutá. Čenich středně dlouhý, rovný, takřka kvadratický. Oříškově hnědé oči mají mírný a pozorný výraz. Menší přiléhavé uši ve tvaru vinného listu. Tělo je krátké a svalnaté s hlubokým hrudníkem. Nohy nejsou příliš dlouhé. Ocas je zvykem kupírovat, nikdy není nesený nad úrovní hřbetu, stále v živém pohybu. Vyzařuje z něj elán a podnikavost. Výška v kohoutku se u psů pohybuje okolo 48 cm, u fen je to okolo 46 cm.

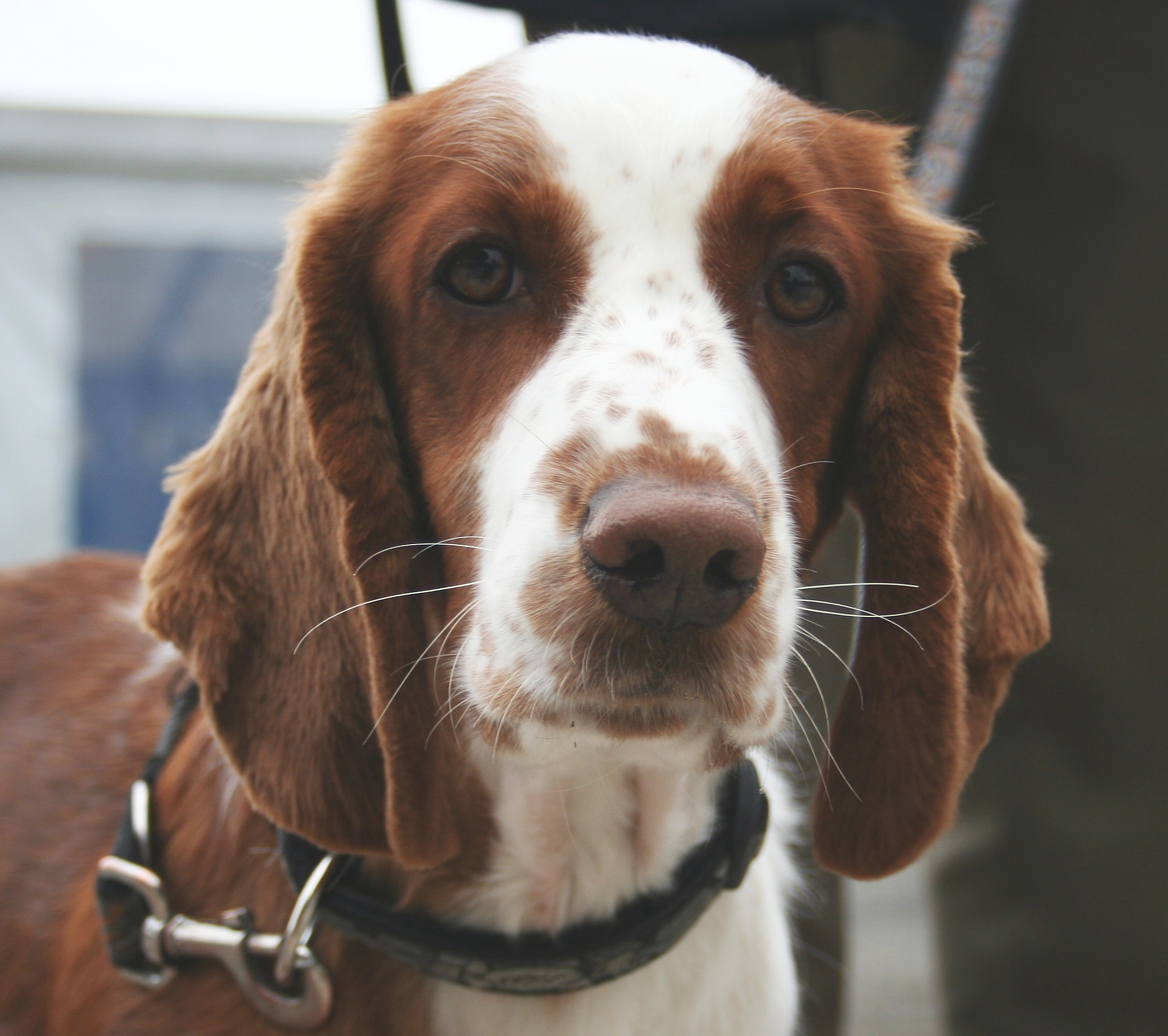

## Povaha
Velšpringšpaněl je energické a pracovité zvíře. Je schopen pracovat mnoho hodin až do úplného vyčerpání za každých podmínek. Na druhou stranu je velmi hravý, přítulný a vděčný. Miluje děti a nemá problém s novým členem rodiny. Nebývá agresivní ani nervózní. Celkově je to optimistický pes, který se však nedoporučuje chovat ve městech díky jeho neúnavnosti. Pokud jej chovatel chce chovat společně s jinými domácími zvířaty, například kočkami, je vhodné psa s nimi seznámit již v nízkém věku. Stejně jako jiná plemene z 8. skupiny mají rádi vodu.

## Historie
Španělé jsou jedna z nejstarších člověku známých skupin psů. První zmínka o červeno-bílých španělech pochází z roku 1570 z Velké Británie. Ti byli používáni k vyhledání a plašení zvěře, která se poté chytala do sítí. Později, když se začaly k lovu používat zbraně, měli špringeršpanělé za úkol vyhnat zvěř z úkrytu. V 18. století se začínali barevně odlišovat angličtí a velššpringr španělé. Červeno-bílý špringr se nacházel převážně v oblasti Walesu a jinde jen zřídka. První velššpringršpaněl se jmenoval Corrin a úspěšně porážel ostatní španěly na sportovních soutěžích. Roku 1902 byl sepsán oficiální standard a plemeno bylo oficiálně uznáno FCI. Díky své povaze a loveckým instinktům došlo k rozšíření plemene do celého světa.

## Nároky
Potřebuje hodně pohybu a odpovídající, nejlépe lovecké zaměstnání. Lovenou zvěř vždy nahlas hlásí a je schopen následovat ji několik kilometrů. Srst je zapotřebí po každém návratu z terénu vyčesat. Nezbytný je důsledný výcvik od útlého mládí. Trpí na ušní infekce, je nutná zvýšená péče.